# Fuentes de Oñoro
Fuentes de Oñoro – gmina w Hiszpanii, w prowincji Salamanka, w Kastylii i León, o powierzchni 57,19 km². W 2011 roku gmina liczyła 1380 mieszkańców.